# 청주 방서동 고가
청주 방서동 고가(淸州 方西洞 古家)는 충청북도 청주시 상당구 방서동에 있는 조선시대의 고가이다.
2002년 8월 16일 충청북도의 문화재자료 제37호 '청주 한월동고가(淸州 韓月東古家)'로 지정되었다. 이후 현재의 명칭으로 변경되었다.

## 개요
건물은 앞면 4.5칸, 옆면 5칸의 ‘ㄱ’자형 건물로, 88.69m2(26.83평)의 크기이며, 본채는 앞면에 퇴를 두고, 왼쪽 익랑은 앞뒤로 퇴를 둔 무고주 납도리 오량 홑처마 팔작지붕이다.
앞쪽 기단의 일부 석재는 사랑채에서 가져온 화강석 장대석을 사용하고 있으며, 그 외의 부분은 콘크리트로 보수하여 확인이 어렵다. 앞쪽의 디딤돌도 콘크리트에 타일을 붙여 사용하고 있다.
전체적인 구성은 본채 중앙에 2칸의 대청을 두고 양쪽에 방을 들였으며, 오른쪽 앞쪽은 퇴칸에 우물 마루를 깔았다. 왼쪽 익랑은 본채와 연결된 방 하단부에 주방과 욕실이 차례로 연결되어 있고 앞면 퇴의 우물 마루로 각 방이 연결되고 있다.
훼손이 많이 된 상태이나 청주에서 가장 오래된 전통 가옥으로 추정되며, 대들보에 새겨진 상량문(上樑文)에 “숭정후4경신(崇禎後四庚申)”이라는 기록이 있어, 1860년(조선 철종 11)에 건립한 건축물로 확인되고 있다. 그러나 한식 흙기와를 사용하고 있던 지붕의 해체 과정에서 망와에 '강희임오(康熙壬午)'란 명문이 확인되어 1702년(숙종 28)에 만들어진 기와가 사용되고 있음을 알 수 있다.
'강희임오' 명문 기와의 발견으로 상량문의 기록처럼 1860년에 새로이 가옥을 신축하면서 기존에 다른 건물에서 사용되던 기와를 옮겨와 사용한 것인지, 아니면 1702년에 만들어진 가옥을 1860년에 고쳐 지은 것인지에 대한 문제는 앞으로 확인해야할 과제이다. 2005년 전면 해체하여 보수·복원하였다.

## 참고 자료
- 청주 방서동 고가 - 국가유산청 국가유산포털
- 청주한월동고가 - 청주시 문화관광